# Alessio Mannucci
Alessio Mannucci (* 7. Juli 1998 in Livorno) ist ein italienischer Leichtathlet, der sich auf den Diskuswurf spezialisiert hat.

## Sportliche Laufbahn
Erste internationale Erfahrungen sammelte Alessio Mannucci im Jahr 2017, als er bei den U20-Europameisterschaften in Grosseto mit 50,19 m in der Qualifikationsrunde ausschied. Im Jahr darauf belegte er bei den U23-Mittelmeer-Meisterschaften in Jesolo mit 52,56 m den neunten Platz und 2019 verpasste er bei den U23-Europameisterschaften in Gävle mit 52,08 m den Finaleinzug. 2023 wurde er bei der 1. Liga der Team-Europameisterschaft im Rahmen der Europaspiele in Chorzów mit 59,66 m Siebter, ehe er bei den World University Games in Chengdu mit 61,03 m den vierten Platz belegte. Im Jahr darauf verpasste er bei den Europameisterschaften in Rom mit 61,73 m den Finaleinzug.
2022 wurde Mannucci italienischer Meister im Diskuswurf.